# Cryptocoelus
Cryptocoelus is een geslacht van kevers uit de familie  
kniptorren (Elateridae).
Het geslacht is voor het eerst wetenschappelijk beschreven in 2002 door Dolin & Nel.

## Soorten
Het geslacht omvat de volgende soorten:
- Cryptocoelus buffoni Dolin & Nel, 2002
- Cryptocoelus major Dolin & Nel, 2002